# 新疆社
新疆社（越南语：／），一译新岗社，是越南太原省的一個社，位于舊太原市西隅:1037。该社北邻福抽社、东邻盛德社、西邻普安市福新社、南邻公河市平山社。

## 地理
新疆社位于越南东北部太原省太原市，距离太原市区12公里，土地面积14.59平方公里，其中农业用地面积为11.98平方公里，约占全社面积的82%:13；梂江支流公河自西北向东南穿越境内:9，当地土壤主要为红黄色铁镁土以及公河长期沉积的冲积土。在柯本氣候分類法中，新疆屬於典型的副熱帶濕潤氣候，每年平均降雨量在1,500毫米到2,250毫米之间，平均温度约23.2摄氏度:13-15。

## 历史沿革
八月革命成功后，越南民主共和国政府于1946年2月决定新疆社与盛德社、猗那社（Y Na）、岗陵社（Cương Lăng）合并为德新社。1951年，德新社与霸山社（Bá Sơn）合并成立新的新疆社。
1985年4月2日，越南部长会议通过了102号决议，决定新疆社与福河社、福抽社、福春社、盛旦社、盛德社、積良社脱离洞喜县，并入太原市:877，自此之后，新疆社就一直由太原市管辖。
2019年，太原省人民议会通过第79号决议，调整新疆社行政区划，新疆社管辖的村落数也由16个变为12个。
2025年，太原市撤销，新疆社由太原省人民委员会直辖。

## 经济
新疆社的經濟以農林業為主，主要出产水稻、茶叶，其中茶叶主要加工成绿茶，有部分也供出口国外:344。
新疆社也是太原省主要的茶叶种植区之一，其出产的新疆茶在阮朝时期就已经拥有知名度，现代则被越南人誉为“四大名茶”之一，并已经获得越南科学技术部国家知识产权局颁发的地理标志证书。新疆社也利用茶文化开拓旅游景点，亦于每年举行活动以推广传统种茶业。